# Neve al sole (Pino Daniele)
Neve al sole è un singolo del cantautore italiano Pino Daniele, pubblicato nel 1999 come primo estratto dal sedicesimo album in studio Come un gelato all'equatore.
Ha ottenuto molto successo nelle radio italiane.